# Ouvido externo

## Descrição
A orelha externa é a porção exterior da orelha, que capta o som e o transmite por um canal à orelha média. A orelha externa é composta de duas partes: pavilhão auditivo, também conhecido como orelha e o meato acústico externo. As partes que são vitais para o sentido auditivo, localizam-se alguns centímetros para dentro do esqueleto e da orelha. A orelha externa faz parte de três seções anatômicas ou partes distintas que incluem ainda a orelha média e a orelha interna.

## Estrutura
A orelha externa é constituída pela orelha (pavilhão auricular) e pelo meato acústico externo (MAE) (parte cartilagínea e parte óssea). Possui um formato aproximado de corneta e apresenta ressonâncias que resultam em amplificação de determinadas frequências.
A orelha é uma estrutura de cartilagem flexível, com 60 a 65 mm de altura por 25 a 35 mm de largura, formada pelas seguintes saliências e depressões: hélice, tubérculo da orelha, concha da orelha, antélice, fossa triangular, escafa, trago, incisura antitrágica, incisura intertrágica e lóbulo. A parte inferior, lóbulo, é desprovida de cartilagem, sendo constituída por tecido adiposo recoberto por pele.
O MAE, estruturalmente, é um tubo fechado em forma de “S”, apresenta, aproximadamente, 2,8 cm de comprimento em adultos e possui um terço lateral cartilagíneo e dois terços mediais ósseos, ambos revestidos por pele.

## Fisiologia
O pavilhão auricular funciona como um filtro e concentra a energia sonora para a entrada do meato acústico externo. A captação e a condução do som são feitas, principalmente, pelo pavilhão auricular, embora grande parte dos sons audíveis não possa ser refletida por esta estrutura, pois ela é menor que a maioria dos comprimentos de onda destes sons.
O pavilhão auricular com seus acidentes anatômicos, sobretudo a concha, melhora a recepção devido a ressonância. A amplificação acontece na frequência de 2,5 kHz, no meato acústico, e em 5 kHz, na concha. O aumento aproximado da intensidade pode chegar a 12 dB na frequência natural de vibração dessas estruturas. No MAE, que é fechado em uma das extremidades pela membrana timpânica, a amplificação sonora devido à ressonância, ocorre na frequência de 3,8 kHz.

## Malformações
As malformações da orelha externa são caracterizadas pela ausência ou deformidade do pavilhão auricular e, geralmente, estão associadas  às  malformações  de  orelha  média,  uma  vez  que possuem  a  mesma  origem embriológica, arcos  e sulcos branquiais.
A embriologia que justifica a malformação relaciona-se com o desenvolvimento do pavilhão auricular, o qual surge do primeiro e segundo arcos branquiais. Seu desenvolvimento é completado, aproximadamente, antes do terceiro mês de gestação. O MAE é derivado da  primeira  fenda  branquial  e  se  desenvolve  por invaginação do ectoderma para dentro do tampão de tecido mesenquimal subjacente. Este processo é completado antes do sétimo mês de gestação.

Por razões desconhecidas, a orelha direita é a mais afetada quanto à presença de malformações, a deformidade unilateral é três vezes mais comum que a bilateral e é mais comum no sexo masculino. A perda auditiva condutiva é um dos achados clínicos mais comuns nos casos de malformações de orelha por levar a uma obstrução mecânica à condução do som.